# Reynold Panggabean
Reynold Panggabean, né le 23 janvier 1951 à Jakarta en Indonésie, est un chanteur, compositeur et acteur qui a connu un succès international dans les années 1980 avec son ex-épouse Camelia Malik. En plus d'être chanteur de dangdut, il est surtout connu pour ses compositions musicales alliant le rock et le jazz.

## Carrière
La popularité de Reynold a atteint son paroxysme durant la période ou il devint fondateur et guitariste du groupe indonésien Tarantula. Son répertoire connu sous le nom de "fusion" qui arrivait à manier aussi majestueusement des genres musicaux particulièrement opposés lui ont valu un succès reconnu non pas seulement en Indonésie, mais également aux États-Unis et au Japon,.
Reynold avait auparavant commencé sa carrière en tant que soliste du groupe Panbers, mais a par la suite rejoint au début des années 1970 le groupe The Mercy aux côtés de Charles Hutagalung et de Rinto Harahap qui était l'un de ses plus fidèles amis.

## Vie privée

### Mariage avec Camelia Malik
Reynold s'est marié pour la première fois en 1977 avec son amour d'adolescent, la chanteuse Camelia Malik après qu'elle a rejoint le groupe Tarantula et cela malgré le fait que les unions de différentes croyances soient proscrites en Indonésie depuis 1974,.
Bien que le couple était connu pour être assez complice et harmonieux en dépit de leurs différences religieuses comme en témoigne le nombre d'albums qu'ils ont produits en duo en plus du succès que leur groupe a obtenu en Amérique, lors d'une tournée qu'ils avaient effectuée à New York, Los Angeles et San Francisco dans les années 1980. La relation s'effondre en janvier 1989 après que Camelia quitte Reynold et démissionne de Tarantula. En raison du fait qu'ils n'ont jamais réussi à concevoir d'enfant le divorce est rapidement promulgué à la date du 2 mars 1989, après douze ans de mariage.

### Mariage avec Anna Tairas
Après la douloureuse séparation avec Camelia, il trouve du réconfort auprès de l'actrice Anna Tairas avec qui il se remarie rapidement début 1990. Elle donne naissance le 6 mai 1990 à leur unique enfant, Kevin Reyan. Mais son ménage avec Anna ne dure pas et après avoir connu plusieurs épisodes de séparations à partir de 2001, le second mariage se termine à nouveau par un divorce en 2002 et la garde de leurs fils est revenu à Anna.

## Discographie
- Wakuncar
- Colak Colek
- Liku - liku
- Ceplas ceplos
- Kecap Kecup
(en duo avec Camelia Malik)
- Gengsi Dong
(en duo avec Camelia Malik)
- Taktik
(en duo avec Camelia Malik)

## Filmographie

### En tant qu'acteur
- 1980 : Jangan Coba Raba-Raba
- 1980 : Colak-Colek

### En tant que compositeur
- 1980 : Gengsi Dong